# Saint October
『Saint October』（セイントオクトーバー）は、コナミデジタルエンタテインメント企画・製作のテレビアニメ。略称としては、『セイオク』と呼ばれることが多い。2007年1月 - 同年6月にテレビ大阪、テレビ愛知、関東地方の独立UHF局で放送され、地上波にやや遅れる形でCS局のアニメシアターX（AT-X）でも放送された。
2006年3月の東京国際アニメフェアで初公開された。

## 登場人物

### ゴスロリ少女探偵団
ヒロイン3人の名前「聖三咲」「葉山小十乃」「白藤菜月」の一文字を取って並べると作品のタイトル「Saint October」を直訳した「聖十月」となる。また、同様に「小十乃（コトノ）」「菜月（ナツキ）」「三咲（ミサキ）」の最初の一文字を並べると「コナミ」である。
葉山 小十乃（はやま ことの） / 黒ロリ（くろロリ）
声 - 片岡あづさ
本作の主人公。コレクト学園中等部に通う14歳。身長は154cm、血液型はA型。いたって普通の少女だが、実は「黒木探偵社」に所属する少女探偵。
幼い頃両親に捨てられ、孤児としてヨシュアに育てられる。「両親に会いたい」という想いから、両親の謎を知るために少女探偵となる。そのため、同じ境遇にあるユアンには人一倍思い入れがある。
落ち着きがなく少々天然ボケだが、明るい性格で正義感が強い。しかし、過去の体験がトラウマになっており“親”や“保護者”の話題になると少々ネガティブ思考に陥りがちな所も。ネコミミ風の黒いリボンがトレードマーク。ペットのニケといつも一緒。甘いものが大好きで、ヨシュアの作るケーキを楽しみにしている。謎解きは得意だが勉強は苦手な上、なにもないところで転ぶほどの運動音痴だが、音楽と美術といった芸術系が得意。料理、掃除、洗濯など家事一切はヨシュアがさせないので全く出来ない。探偵業をしていることは学校内でも知れ渡っているらしく、授業を途中で抜け出しても不問にされている。
基本的にほとんどの人に対して人当たりがいいが、いつもちょっかいをかけてくる帝猟兵だけはソリが合わないのか、衝突する場面が多い（これは猟兵側も同じことが言える）。
アルカナシティで多発していた幼児誘拐事件の捜査中、偶然出会ったユアンを助けたことから、「JUDGEMENT（裁き）」を下す唯一の存在である剣使い・黒ロリに変身するカードNo.11「正義」の能力を授かる。
剣技の他にも、黒いリボンを剣から放ち対象に巻きつけ、リボンを溶かして攻撃する「ブラックメルトリボン」等の技を持つ、序盤はリボンで拘束してからのジャッジメントが必勝パターンであったが、風に対しては弱く、星蘭が起こした竜巻で破られ、逆に自身が束縛される屈辱を味わっている（白ロリも同様）。必殺技である「JUDGEMENT」の能力は、対象者をカードの力から解放し精神を浄化させる力があるが、同じ対象が二度（カフカX号では一度）受けると、文字通り完全に消滅させてしまうという恐ろしい面もあった（アッシュ曰く「一度目は執行猶予のようなもの」）。
「JUDGEMENT」の能力は全部で4つある。第5話のエルロック消滅時はその事実を知らなかったが、第12話でソフィアの消滅を目の当たりにしたことでその事実を知り、落ち込むが第13話でユアンから心の闇だけを浄化する新しい（2つ目の）「JUDGEMENT」の能力（許しの力）を授かって再起する。3つ目は25話で使用した2つ目より多くの人やザコのリバース社員のカードを一気で浄化する事ができる強力のジャッジメント。4つ目はクルツを1度目で完全に消滅する究極のジャッジメント、最終話で小十乃が使うことができた。21話でアッシュが実の父であることが判明した。第22話で喪失していた幼い頃の記憶（ヨシュアとの出会い・実の父であるアッシュの記憶）を取り戻す。また、母は病死していたことが判明した。21話でエスメラルダの策略にはまり、クルツにカードを奪われカードが真っ二つにされ、黒ロリに変身できなくなってしまい、そのことがショックで菜月、三咲に迷惑をかけてしまったと思った小十乃は再び落ち込んでしまう傾向に。第24話では、単身リバース社に向かうが、エディ塚原に止められてしまい、憎しみの正義の事を話したところ、エディ塚原の力によって、再び黒ロリに変身する事が出来た。第25話でジャッジメントの力でヨシュアをはじめ町の人たちのカードを浄化した。ちなみに作中で敵の戦いでは束縛される事が多く、束縛後に「ヨーヨーの要領で振り回される」、「溶鉱炉の熱にあてられる」など、直接攻撃でない散々な目に合わされることもある。
聖装（サークリッド：他の作品で言うところの変身）時の台詞は、「深淵に眠りし根源の光よ 罪を贖う聖なる力よ 背徳という名の鎖を解き放ち 今こそ我を導きたまえ」。
白藤 菜月（しらふじ なつき） / 白ロリ（しろロリ）
声 - 福井裕佳梨
コレクト学園中等部に通う14歳。身長は153cm、血液型はB型。小十乃の親友兼クラスメイトで、彼女と同じ「黒木探偵社」に所属する少女探偵。また、小さい頃から芸能界で活躍しているアイドルでもある（但し、本編中に芸能活動の描写は未登場）。金髪のお団子ツインテールと八重歯がチャームポイント。漫画版では一人称が「ボク」だが、アニメ版では「私（わたくし）」。
傍らには常に執事・リチャードが待機し、送り迎えはリムジンという完璧なお嬢様。そんな環境に加えアイドルという事もあってクラスでは浮いた存在だったが、小学生の頃、小十乃だけが普通に話しかけてきてくれて以来彼女に懐き、部屋に小十乃の写真や人形などを大量に飾る等、過剰なまでに小十乃のことを溺愛している。
なお、第19話でアルティスタに猟兵のことが好きであることを打ち明けた。第25話でリチャードと二人掛りで猟兵に襲われるも菜月本人のイライラを火に注ぐ結果となり自分に刃を向けたことでホワイトブレスシュートで彼を拘束し虐げ、彼が元に戻ったら開放せず再教育すると告げる。
お嬢様ゆえやや世間知らずで、表面上はおっとりした性格だが、言動はややきつく根はわがままで小十乃の前では猫をかぶっている。理数系に強いメカオタクで吸血鬼ホイホイや猫探知機など、ときどき変な発明品を作るが効果は疑問。興味のあるものにはとことん執着するが、興味のないものはまったく視界に入らない所も。また、目的のためには手段を選ばない腹黒な面もある。小十乃と同じくヨシュアのケーキが大好き。
リバース社社長・クルツがユアン捜索のために怪物に変身させた黒猫（後のジュペリ）に小十乃が襲われた際、ユアンからヌンチャク使い・白ロリに変身するカードNo.18「月」の能力を授かる。
ヌンチャクや手足を使った近接格闘のほか、黒ロリと似た拘束技『ホワイトブレスシュート』を使う。小十乃を傷つけようとするものは何人たりとも容赦せず、その戦闘方法は結構えげつない。また、カードの力で与えられた武器以外にも、自作とおぼしきチェーンソーなどを持ち出して戦うこともある。しかし、元から戦いに慣れている赤ロリやジャッジメントのある黒ロリと比べると決め手がなく、戦闘では目立てないことが多い。
聖装時の台詞は、「永久（とこしえ）の純白の光よ 光臨の胎内に眠りし慈愛の力よ 銀の鎖の道を辿りて 今こそ我を導きたまえ」。
聖 三咲（ひじり みさき） / 赤ロリ（あかロリ）
声 - 小林ゆう
第5話より登場。14歳。身長は158cm、血液型はO型。黒ロリと白ロリが再戦を挑んで来たエルロックに苦戦していた所へ乱入し、ピンチを救ったボーイッシュな少女。ちゃん付けで呼ばれるのが嫌いで、「ちゃんはよせ」が口癖。
小十乃たちと同じクラスに転入。成績は極めて優秀で、授業料が免除されている特待生。また、身体能力も極めて高い野生児でもある。戦闘スタイルは格闘技ではなく、野生の本能まま戦う我流。またイモリを捕まえて食べたりするサバイバル派で弁当もイモリや大根丸かじりなどだが、人のものを羨ましがることはない。なお、三咲もヨシュアのケーキを大変好んでおり、後述の前世の恋人と比べても優先してしまったほど。
群れることを嫌う一匹狼的性格で、群れたり馴れ合ったりするのを嫌っている。しかしその一方で、体育の授業でやたらに目立ってみたり、ゴスロリ少女探偵団に加わってからはすっかり探偵事務所にも馴染んでいたりと、本質的には信頼できる仲間を求めている傾向がある。性格的にぶりっ子な菜月とは折り合いがあまりよくない。3人の中では一番緊張感があるが、食べ物には釣られやすい。破天荒な経歴の持ち主だが一般常識はあり、目上の人に対しては（皆からぞんざいに扱われている功士朗に対しても）きちんと敬語で話す。年上が好みらしく、三咲本人が高い評価を付けている猟兵をも「ガキには興味ない」と言い放っている。
前世で恋人が魔物達に殺されたという記憶が残っており、敵討ちのために常に自らを鍛えている。そのため、危機感の少ない他の二人とは意見の対立をする場面もあったが、前世の恋人の「仲間を見つけて戦え」という遺言のもと、小十乃たちと力を合わせるようになった。しかし、戦いへの認識の違いは未だにあり、小十乃たちの甘さを指摘する場面も多い。戦いには慣れていて戦局を冷静に判断することができるが、挑発されたり探し求めている仇敵が絡むと頭に血が上ってしまう傾向がある。
リバース社の刺客・星蘭との戦いで黒ロリ、白ロリと共にピンチに陥っているところでユアンから弓矢使い（初期設定・漫画版では二挺拳銃「ピースブレイカー」使い）・赤ロリに変身するカードNo.8「力」の能力を授かる。
元から高い身体能力を活かした格闘戦の他、弓矢での強力な一撃「レッドブラッドアロー」を使う。また、飛ばした矢は小麦粉に変型させて煙幕を張ったりハンマーに変型させて打撃を与えるなど、自由に形状を変化させられる。白ロリと同様に本来の武器以外の技能で戦うこともあり、摩擦で火を起こすのが得意なことから体が木で出来ているカフカにとっては天敵と言える存在。
第15話で死神を仇だと言って襲撃したが、それは200年以上前のことであるため結果的にはあの記憶は聖三咲であって聖三咲の過去ではなく、記憶の人物も聖三咲であって聖三咲ではない。そのため三咲はずっと自分自身の過去ではない恋人の幻影を見ていたに過ぎない。菜月からは長く生きた人間だと思われた。ユアンに諭され、晴れて吹っ切ることができた。第25話でニケと魔物に襲われるも（多少苦戦はしたものの）三咲の敵ではなく魔物軍団は全滅し、ニケも三咲に囚われた。瀕死になった魔物が放った矢に射抜かれそうになるがH・P・ロマノフが彼女を庇い死亡した…かに見えたが、彼は防弾チョッキを着て無事だった。彼が倒れたときの雰囲気は200年前の惨劇を彷彿させる。
漫画版では左目の下に十字架模様のペイントを施している他、実は可愛いもの好きなうえ、雷が悲鳴を上げるほど大の苦手（それで菜月にあきれられてしまった）という一面を見せる。また、「帽子」がトレードマーク。三咲は野性味のある大人っぽさや、しっかりした面を持っている。
聖装時の台詞は、「地平に昇る生命の光よ 諸人に宿りし戦いの力よ 悪しき芽を踏み断ち 今こそ我を導きたまえ」。

### 探偵団の関係者たち
ヨシュア
声 - 小野友樹
27歳。身長は179cm、血液型はA型。小十乃の保護者的存在で、彼女が暮らす修道院の神父。小さい頃に修道院の前に捨てられていた小十乃を引き取り、父親代わりとして彼女の面倒を見ている。小十乃を実の娘のように溺愛しており、やや過保護なまでの愛情を注ぐ。功士朗とは占い師・アルティスタとともに高校、大学の同級生であり親友。視力がかなり悪く、眼鏡がないとほとんど何も見えない。
基本的に温厚で聡明だが、小十乃のこととなると周りが見えなくなってしまう。また功士朗のことはイジメ相手と思っている節があり、かなりぞんざいな扱いをしているが、それは絶対的な信頼の裏返しでもある。料理はプロ顔負けの腕前で、彼の作るケーキは子供達にも大人気。見ただけで女性のスリーサイズを正確に見抜く謎の能力を持っている。学生時代はかなりモテており、両手両足で数えても足りないほど女性に告白されているが、聖職者という立場から全て断っていて、かつては「ルシファー」（命名 - 功士朗）の二つ名を持っていた。
実は過去のことはつき合いの長い功士朗でさえあまり知らず、謎の多い人物。また小十乃たちとは別の理由でリバース社を嫌っている。高校時代は今とは違い、全身に火傷を負った獣のような感じで、眼つきがも鋭く、近寄り難い雰囲気を出していた（ただし小十乃にだけには笑顔を見せていた。なおその時に功士郎に見られてから腐れ縁になった）。背中に刀傷より酷い傷跡を持つ。修道院に来る前は、小十乃を連れて何かから逃げているようだった。
実は小十乃の両親のことを知っており、第21話でアッシュが実の父であると発言した。また、第22話で自分と小十乃の過去について語った。アッシュとは異母兄弟であり（つまり、小十乃とは血縁上の繋がりがあり、小十乃から見て叔父にあたる）、ヨシュアの実の母が死亡した後、身寄りの無いヨシュアをアッシュが引き取った経緯がある。ただし、その際にアッシュがヨシュアを存在は認めても人格は認めなかった為、人間としての感情を閉ざしてしまう。が、小十乃との出会いによって人間としての感情を取り戻し、彼女を捨てようとしたアッシュの意に反し、彼女を育てることを決意する。その後、クルツに出会い支配されてしまったアッシュの元から小十乃を連れて逃亡する。背中の傷痕はその際にアッシュから受けた攻撃が元である。なお、自分と小十乃の過去について語った際、菜月・三咲・ニケ・ユアン・功士朗の4人と1羽に会話を全て聞かれた。その後、修道院を急襲したアッシュの魔手から小十乃をかばってカードNo.19「太陽」の力に支配されてしまい、第24話でエスメラルダの配下となり、黒ロリと戦うことになる。なお、このとき炎に包まれたヨーヨーのような武器を使用している。姿は太陽の化身「ダッシュ7」に似ている。アッシュに命令され黒ロリを抹殺しようとしたが3つ目のジャッジメントによって浄化された。
ちなみに、コナミの家庭用ゲーム『ヴァンダルハーツ』の1の主人公の名前がアッシュ、2の主人公の名前がヨシュアとなっている。
ユアン
声 - 鈴木真仁
10歳。身長は143cm、血液型はA型。名前以外の全ての記憶を失っており、満月の光の下で泣いていたところを小十乃に保護され、彼女やヨシュアと共に修道院で暮らす少年。動物によく懐かれる。普段は甘えん坊で活発な少年だが、実はそれは全て演技で、記憶も失ってはいなかった。第12話にてヨシュアに問われ小十乃たちに自らが世界を守る"慈愛"の石板の化身であり、人間ではないことを打ち明ける。パソコンの使い方を小十乃に教えてもらっていて世界の状態を監視している。
自身には戦う力は全くないが、他人にタロットカードの力を授け、自分を守る戦士にする能力を持っている。
記憶喪失が嘘であったり、子供っぽい言動で泣き真似をして同情を誘ったりと本質的にはクルツと近いものがある。
一度世界征服を狙う"支配"の石版＝クルツの野望を止めるために支配の石版と戦ったことがあり、戦闘能力の無い慈愛の石版は封印されてしまった。しかし、二枚の石版は二つで一つであり、片方を封印するともう片方の力も弱まってしまうため、慈愛の石版は封印から逃れることが出来た。ユアンと小十乃が出会ったのはその直後である。
しかし、小十乃には2度目の1つ目のジャッジメントの話をしなかったため、ソフィアの消滅時に小十乃が涙を流す結果となってしまった。第24話でついにクルツの力に敗れ、今度はメルヘンチックな部屋に入れられ樽の中に囚われる。第25話で小十乃と再会し、エスメラルダにエルロックの最期を話すも信じてもらえず、その後入れ違いにアッシュが現れ再び捕まり、クルツによって石化。石板の姿に戻され、捕食されてクルツと一体化するが既に二枚の石板が役目を終えていることをクルツに告げた後、自ら黒ロリに裁きのジャッジメントを下すよう懇願し、クルツ共々消滅するが後にカードの創造主である予言者により人間として転生する。カードNo.0「愚者」の能力を持つ。
黒木 功士朗（くろき こうしろう）
声 - 川本成
27歳。身長は180cm、血液型はB型。元刑事であり、超常現象を専門とする『黒木探偵社』を総括する若き所長。小十乃達の起こす騒動の始末に常に追われている。生来の悪運に加え、ヨシュアが功士朗をぞんざいに扱う影響からか子供達にも下に見られており、毎回さんざんな目に遭わせられる、登場人物きっての苦労人。それ故気苦労が絶えず、同い年ながら未だ若々しいヨシュアに対しこちらはやや老け気味。一方でメンバーの数少ない常識人であり、小十乃がテストでキャンプに行けなくなりそうな時にユアンが慈愛の石版の力でテストの結果をよくすると言い出した時に止めたり、ユアンの正体が解ったときから敬語を使うようになる等礼儀作法を心得ている。探偵業や捜査に関しては熟達していて小十乃たちにアドバイスすることも多いが、あまり取りあって貰えない。平和主義者である。一人暮らしのため家事は一通りできる。
探偵業自体は白藤家がバックについている慈善業務であり、報酬は依頼者からではなく白藤家からの支給という形で支払われている、いわば雇われ探偵。したがって、菜月の言うことには逆らえない。小十乃たちが「ゴスロリ少女探偵団」を立ち上げてからは、探偵事務所まで乗っ取られてしまった。
ヨシュアとは高校時代に、当時誰にも見せようとしなかった彼の人間らしい一面を垣間見て以来の親友。しかし現在は弱みを握られたりと、上下関係はヨシュアが圧倒的に上。
ヨシュアの過去を気にしていたが詮索するのが嫌いな為、言うまで待つ（ユアンに探偵稼業に向いていないと言われた）事を選んだが、結局、第22話で「言うまで待っていたら後数年はかかる」という理由でヨシュアの話をこっそりと聞いていた。アルティスタに続いてアッシュによって一時的にカードNo.19「太陽」の力に操られ、修道院への道案内をした。第24話でアルティスタを救うべく小十乃たちに加勢した。この時の戦闘スタイルはプロボウラー（若い頃アルティスタに振り向いてもらうために必至でボウリングの特訓を重ねてプロにまで上り詰めた経緯がある）を彷彿させる。アルティスタのトラウマフラッシュを食らうも普段、探偵事務所で小十乃たちに虐げられているため通用しなかった。アルティスタが技を繰り出す前に水晶を破壊し勝利した。
アルティスタ
声 - 細野佑美子
的中率98.5%を誇る凄腕の占い師でヨシュアと功士朗の学生時代の友人。アルカナシティで占いの館を開業しているほか、自分のテレビ番組も持っている。昔は功士朗と交際していたが、世界中の占いを勉強するために別れていて、今では完全に過去のこととして割り切っている。占いの的中率はとても高いがクルツとユアンに関しては占うことが出来なかった。
その後、アッシュから未来予知の才能を見込まれてカードNo.10「運命の輪」の能力を授けられ、リバース社の軍門に下ってしまう。第24話ではカードの力で変身し、功士郎と戦うことになる。必殺技はトラウマフラッシュで功士郎を苦しめるもすぐに復活。技を繰り出す前に功士郎に水晶玉を破壊され敗北する。その後、無事浄化されたが洗脳されていた時の記憶も残ったようだ。最終回では功士朗の求愛に応え、よりを戻した模様。
ニケ
声 - 中川里江
小十乃のペットのオカメインコ。インコのわりにはかなり丸っこい。そこそこ知能が高く、オウム返し以外にも簡単な会話が可能。小十乃にはよく懐いているが、ヨシュア等にはよく暴言を繰り返して酷い目に遭っている。公式設定ではジュペリによく追いかけられるとあるが作中では仲は良いようで、食べられたりする事はない。ひまわりの種が好物。
第16話でエスメラルダの小アルカナ「ワンドの4」に操られ巨大化するが大した事も出来ずにあっさり2つ目のジャッジメントをされた。その後23話において再びカードを授かり、ユアンの居所である白藤家まで操られた人々を案内してしまう。第24話では魔物を従え、（三咲には特に因縁となる人物がなく数合わせのため）赤ロリと戦うことになる。以前に比べ戦闘能力は格段に上がっているものと思われる。魔物がすべて倒され戦意を喪失してしまい赤ロリのレッドブラッドアローで囚われる。赤ロリには「後で食ってやる」と言われた。二度目のジャッジメントだがその後、消滅せず無事浄化され三咲に食われる前に逃亡？した。
ジュペリ
ユアンの飼っている黒猫。3話でメインキャラクターとして登場したが、実は1話にも登場している。6話以前は名前がなかったが、7話で「ジュペリ」と命名される。
もともとはクルツが威厳を出すために探し出した猫だったが、あまりにも言うことを聞かないので小アルカナ「ソードのエース」のカードで先兵として差し向けられた。その後黒ロリに1つ目のジャッジメントをされて普通の黒猫に戻り、ユアンに保護されている。しかし、元々野良猫だったため人に慣れず、今でもユアンやニケ以外にはあまり近づこうとしない。趣味はニケを追い回すこと。
個別の声優は充てられておらず、鳴き声は実際の猫からサンプリングされたものが使用されている。
リチャード
声 - 松山タカシ
白藤家で働く執事である初老の男性。菜月の破天荒な行動に悩まされてはいるが、第19話では無人島に取り残された菜月たちを助けに来るなど、菜月に対する忠誠はかなりのもの。
帝 猟兵（みかど りょうへい）
声 - 豊永利行
第4話より登場。身長は158cm、14歳。コレクト学園中等部で小十乃・菜月と同じクラス。授業態度は不真面目だが成績はかなり優秀。さらには美男子ゆえにクラスの女子には人気があるが、本人にあまり関心はない様子。周囲からの評価も高く、菜月や三咲からもかなり高評価を得ている。しかしその一方、いつも小十乃をからかったり弁当をつまみ食いして楽しんでいることから、小十乃からは目の敵にされている（小十乃は猟兵（逆でも）の事を「あんにゃろぉー」と呼ぶ）。スケボーが得意。
実はアッシュにスカウトされた特別社員で、第11話からソフィアの後任でひみつ部部長に登用される。功士朗以上の不幸体質から父親に疫病神と呼ばれ、自ら家を出て雨に打たれていたところをアッシュに勧誘され、リバース社に入った。その恩に応えるためにリバース社に忠誠を誓っているが、リバース社の実態を知らなかった。社の方針が黒ロリ＝小十乃の抹殺であると示唆され、アッシュからカードNo.16「塔」の力を与えられたが、しばらく躊躇した後に抹殺を決意するも未遂に終わる。
その後アッシュからの信頼を失い、エスメラルダによりゴスロリ少女探偵団をおびき出す材料として身柄を拘束される。救出された際はリバース社を去っても行き場が無いことに戸惑っていたが、菜月から白藤邸に住み込みで働くよう提案され、リチャードの下で執事見習いとして修業している。その後もしばらくアッシュへの未練を捨てきれずにいたが、第19話で騙されていたと知り決別した。現在は同じ不幸体質の功士朗の数少ない味方的な一面も持っている。その後は、カードの力を小十乃たちのために使っているが、23話にて原因不明の頭痛（クルツの呪縛によるもの）に襲われ、本人の意思に関係なくユアンを襲撃した。一度は正気を取り戻すも、第24話では、第18話でジャッジメントされなかったためカードの力は残り再び操られユアンを連れ出しクルツの元に届け、再びアッシュの部下になり、白ロリと戦うことになる。操られたリチャードとともに白ロリに止めを刺そうとするが、白ロリの怒りを買い武器を弾かれ戦意を喪失した後も、ホワイトブレスシュートに捕まり虐げられる。その後、無事浄化されるも菜月の怒りは収まらなかった。

### リバース社関係者
クルツ
声 - 津田健次郎
第1話から第13話まで、第19話と第21話より登場。身長は185cm、血液型はA型。わずか23歳にして、アルカナシティの経済を支配する巨大企業・リバース社のCEOとなった風雲児。その正体は世界を統べる"支配"の石板の化身であり、"慈愛"の石板＝ユアンを封印した張本人。カードNo.4「皇帝」の力を持ち、その力とリバース社の権力を利用して世界征服を企んでいる。それゆえ計画の邪魔になる「JUDGEMENT」の少女（黒ロリ）とユアンを排除（抹殺）すべく捜し求めている。
「そうすれば偉そうに見えるから」という理由で、唐突な思いつきにより黒猫を探させたり、ヒゲを生やしてみたりと毎回妙な行動を繰り返すが、すぐに飽きてやめてしまう、極めて行き当たりばったりで飽きっぽい性格。口調もやや子供っぽい所がある。その反面、部下を使い捨てることにまったく心を動かさないほど極めて冷徹な面もある。プライベートは先述の通りかなりやりたい放題だが、必要な場面では計算高さと狡猾さを発揮して、人を騙し利用する悪役らしさを見せる。普段着ている派手な服装は、特にたいした意味はなく自身の威厳を表すためのもの。
第21話にてエスメラルダと手を組み黒ロリこと葉山小十乃を抹殺せず戦闘不能にした。第22話のヨシュアの回想シーンでは現在とほとんど姿が変わっていない。第23話ではゴスロリ少女探偵団と功士朗以外のアルカナシティの全ての人々を操る。そもそも、このような暴挙に及んだのはユアン、白ロリ、赤ロリが小十乃の再起を待たずに強行を行ったためであり、それが火に油を注いだ結果となり、一概にバランスを崩した原因がクルツとも言い切れない。第25話で黒ロリの強力なジャッジメント（3つ目のジャッジメント）を目の当たりにし、自分の放ったカードが浄化された脅威で子供のごとく怯えるも物語の終盤、ユアンを石化し食らった。最終話でユアンを食らったことで強力な力を得てゴスロリ少女探偵団を同士討ちさせようとするが、最期はユアンに体を乗っ取られて黒ロリの最終ジャッジメントを食らいユアンに道連れにされる形で存在する根拠を失い消滅した。王様を自称するものの、完全にアッシュに頼り切っていたため自身が直接戦いに加わる描写は少なく、とどめを刺されそうになるとアッシュに助けを求めるあたり、最後までアッシュを当てにしていた。
アッシュ
声 - 子安武人
身長は182cm、血液型はB型。37歳。リバース社の社長秘書。肩書きは秘書だが、クルツ留守中の指示は全て代行する。カードNo.5「教皇」の力を持つ。
常に何を考えているのか分からない能面のような表情をしているが、クルツに対してだけは忠実で、その命令には絶対服従する。考え方もクルツと同様であり、冷酷非道で一切の私情を挟まず要職にあろうが使えない社員は容赦なく切り捨てる。直属の部下は、自ら唯一スカウトした帝猟兵。ヨシュアとは過去に何か因縁があるらしい。
その正体は、小十乃の実の父親であり、ヨシュアの腹違いの兄である。元々はアッシュ・ヨシュアの父の経営していた会社を引き継ぎ経営していたが、クルツと出会いその力に支配されてしまう。なお、ヨシュアの人格を認めず会社の為の道具とみなしたり、小十乃をヨシュアに捨ててこいと命令したりと、会社経営者の時代から冷酷な性格であったことがうかがえる。23話にてアルティスタと功士郎をカードの力で操り、また功士郎を使って（すでにエスメラルダが居場所を調査済みであるにもかかわらず）道案内させ、小十乃とヨシュアのいる修道院に向かい、功士郎から抜き取ったカードですでに力を失った小十乃に新たな力を授け配下に加えようとしたが、小十乃をかばったヨシュアがカードの力を授かってしまった。黒ロリの再起をエルロックやソフィアのときと同じように再生カードを使った程度のことで解釈している。唯一、クルツやエスメラルダが苦しんでいるにもかかわらず黒ロリの強力なジャッジメント（全てのジャッジメント）が通用しなかった。クルツの命令でユアンを連れ戻し、献上した。最終話でユアンからクルツを救い出そうとするが返り討ちにあい、力を失う。クルツの残滅後、自らの敗北を機に小十乃とヨシュアの存在を認めた後、消息を絶つ。長いこと彼に支配されたためなのか最後までクルツに対する思いは変わらなかった。このようなことから、本質的にはソフィアを失ったカフカに似たところがあるが、クルツを失っても涙を流す描写は見られなかった。
エスメラルダ
声 - 江里夏
身長は147cm、血液型はAB型。エルロックの妹。第13話より登場。クルツの力に呼応して邪悪化し、アッシュによりリバース社へ招かれて猟兵の部下になる。カードNo.15「悪魔」の力を持つ。
道具入れにもなるピンクの大きなドリルツインテールと八重歯、お尻に生えた悪魔の尻尾が特徴で語尾に「でち」をつけて話す。性格は単純でかなり積極的かつ短絡的、なおかつドジッ子。兄と同様に何故かスズメと会話が出来る。アダルトな魅力のある男性が好みでアッシュやヨシュアなどいい男に出会うと復讐は二の次になってしまう。ただ、ヨシュアが黒ロリの仲間だとわかった途端、自分に対するやさしさが偽りのものだと思い容赦しなかった。猟兵とはコンビを組まされているが黒ロリ抹殺に消極的な猟兵を「使えない男」と見下している。
スズメのスズ吉・おスズと共に兄の仇である黒ロリに対する復讐の念に燃えて抹殺を企てるが失敗ばかり。しかし、クルツから小アルカナのカードを渡されていて、カードの力に呼応する者を操ることが出来る。髪は物をつかむことができる。
第18話からアッシュの部下になった。第21話で黒ロリこと葉山小十乃を抹殺すべくクルツと結託し、カードを量産して白ロリと赤ロリを人間に化けた雀たちを使って陽動作戦を展開した。黒ロリの抹殺が完了した後もクルツ・アッシュに協力している。第24話で小十乃が戦線復帰したと知ると、今度こそ兄の仇を討つべく操られたヨシュアと小十乃を戦わせることで彼女を絶望させ、ヨシュアを自分のものにしようと目論む。第25話で黒ロリの放った強力なジャッジメントによって自身もカードの力を喪失しそうになるが、ユアンの口から小十乃が二度目の1つ目のジャッジメントを知らずぞんざいに倒してしまった事への謝罪やエルロックの最期を話すも、小十乃が兄の仇であることに代わりはなく復讐心を捨てることができず、和解することもなく、同じく苦しんでいるおスズ、スズ吉とともにその場を後にする。最終話でおスズ、スズ吉を逃した後、苦しみつつも黒ロリを抹殺しようと最終決戦を挑むが、クルツに見限られカードの力を失う。その後、兄の復活と共にようやく和解し、コレクト学園に入学。
ソフィア
声 - 宍戸留美
第1話から第12話まで登場。身長は160cm、血液型はA型。20歳（初期設定では16歳だった）。カードNo.2「女教皇」の力を持つ。カードの能力によりテレパスやサイコキネシス等の超能力が使える。
クルツの指示の元カードの力を悪用する、リバース社の裏事業部「ひみつ部」の部長だが、黒ロリ達が現れてから失敗続き、その上部下にも恵まれず、終いには部長の地位を剥奪され、独断で動いた結果1つ目のジャッジメントをされてしまうなど気苦労が多い。童顔やアルコールを飲めない体質にコンプレックスがあり、それを理由に「ガキ」扱いされるのが大嫌い。やや妄想が激しい傾向があり、クルツに対する「上司と部下」以上の感情を募らせる余り暴走。
第11話で黒ロリに敗退した後、第12話では決死の覚悟で再戦を挑むがクルツをかばって二度目の1つ目ジャッジメントを受け、ネジ1本だけを残して消滅してしまうが、最終話でカードの創造主である預言者の力により復活。カフカと共に農家で働いている。
カフカ
声 - 清水宏
第2話から第13話までと最終話に登場。身長は150cm。リバース社社員で、ソフィア直属の部下。カードNo.12「吊された男」の力を持つ。天井から紐で吊された案山子のような姿をした吸血鬼。一応、男性だがオカマ言葉を使い、可愛いものが好き。
リバース社というよりソフィアに絶対の忠誠を誓っており、ソフィアには有能な部下として信認されていたが、あまり頭は良くない。猟兵が新部長に就任してからもソフィアへの忠誠は変わらず、暴走していく彼女を何とか止めようとしていた。
体は木で出来ていて指先から葉っぱを生やして髪型や衣装が若干異なった分身を作り出す能力を持っているが、分身体はさらに頭が悪くなる。直接精神が繋がっているわけではないらしく、本体とはトランシーバで通信をしていた。なお、分身が倒されても本体には影響はない。また、地面に潜り込んだり巨大化する能力も持っている。吸血鬼ではあるが吸血鬼の弱点であるニンニクや十字架、聖水などはまったく効かない。いくらでも分身を出せるためか、ぞんざいに倒される事も多い。
クルツ達がソフィアを捨て駒にしたことにショックを受け、リバース社に退社届を出すがクルツの制裁により暗黒化。その勢いで白ロリ・赤ロリを追い詰めるが黒ロリの新ジャッジメント（2つ目のジャッジメント）で浄化され、ソフィアが遺したネジを持って田舎に帰った。彼の住んでいる田舎は至って普通の場所である。田舎にいた為か、第23話においてゴスロリ少女探偵団と巧士朗以外でクルツに操られていない唯一の人物。
エルロック
声 - 前田剛
第1話、第5話に登場。リバース社の社員。カードNo.1「魔術師」の力に操られ、ユアンを探し求める社長の命令で少年を狙った連続誘拐事件を起こすがユアンの力で変身した小十乃に敗れ、逮捕・投獄される。
第5話でクルツに呼び戻され釈放。投獄生活ですっかり改心し、戦うことを拒んだが郷里の妹（エスメラルダ）を盾に取られる形でクルツが再生したカードの力により凶悪化。黒ロリ達にリベンジを挑み、黒ロリを電撃であっさりと倒し、白ロリも格闘戦で圧倒するなど優勢に勝負を進めるが三咲の乱入で形勢逆転され、二度目の1つ目のジャッジメントを受け消滅してしまう。
一見軽薄そうだが、本来の性格は故郷の妹を気遣い、獄中ではスズメのスズ吉・おスズと仲良くなるなど根は善人であった。登場回数が少ないにもかかわらず、後の話でエスメラルダが復讐鬼になるきっかけとなったかなり強烈なインパクトを残した人物。
最終話でソフィア同様に復活し、コレクト学園に入学した妹・エスメラルダと共にアルカナシティで暮らしている。
スズ吉（スズきち）・おスズ
声 - 平野貴裕 / 沖佳苗
第5話と第14話以降に登場。獄中でエルロックと仲良くなった雄と雌のスズメ。
後にエルロックの仇を討つため、その妹であるエスメラルダに協力するようになる。第20話で小アルカナ「コインのエース」と「コインの10」の力により変身し、小十乃の両親に成りすましてコレクト学園を訪ねるがヨシュアに看破され作戦は失敗に終わり、黒ロリに二つ目のジャッジメントをされた。改心したかに見えたがすぐにエスメラルダに連れ戻され撤退を余儀なくされた。その後、カードの力でエスメラルダによって再び人間にされ、白ロリと赤ロリを倒すべくエスメラルダの命により大量のスズメを集めた。黒ロリの強力なジャッジメント（3つ目のジャッジメント）によってカードの力を喪失しかけ苦しめられる。ニケ同様、二度目だが消滅までには至っていない。つまり、2つ目と3つ目のジャッジメントを両方一度ずつ受けていた。
エディ塚原（エディつかはら）
声 - 上別府仁資
第2話より登場。身長180cm、53歳。リバース社の清掃員である初老の男性。クルツの頼んでいた黒猫を最初に見つけてきたところで初登場。カフカとは仲がいいらしくよく相談に乗ったりしている。一見、ごく普通の気のいいおじさんのようだが、クルツの力やリバース社の暗部を知りつつも社員として働いている謎の多い人物。
24話では、リバース社に乗り込もうとした小十乃を止め、憎しみの正義とは何なのかを話し、カードNo.9「隠者」の能力によって「正義」のカードを再生し、小十乃に再び黒ロリに変身する力を授けた。その正体は、慈愛と支配の石板を守護する22枚のカードを創造した「預言者」であった。その後、ソフィアとエルロックを生き返らせた。

#### レギュラー以外の社員
フィレーナ
声 - 並木のり子
第2話に登場。リバース社芸能部所属のタレント。カードNo.6「恋人」の力を持っていた。人気が低落傾向にあり、テレビドラマのレギュラー出演を条件にユアンを捜索・急襲するが、学校を抜け出して現場に駆け付けた小十乃に1つ目の（一度目の）ジャッジメントを受けて敗れた。嘘乳であることをヨシュアに看破された。のちにリバース社を退社し、失踪。
星蘭（せいらん）
声 - 茅原実里
第6話に登場。リバース社裏事業部所属のソフィアの部下。カードNo.17「星」の力を持っていた。クルツの要請を受けて派遣された中華風美少女闘士で、竜巻を発生させる「タイフーン拳法」を使い、黒ロリと白ロリの拘束技を跳ね返し逆に拘束してしまう。カフカとは違い、きちんとコレクト学園の生徒に変装出来るくらいの容姿をしている。人の話をあまり聞かず、また思い込みの激しい性格で、頭の中身も少々軽い。年相応のキャピキャピした軽い性格で、一時は黒ロリ達に「自分も仲間に入れてみない?」などと言い出したが、赤ロリに力の源である腕輪の宝石を砕かれ、黒ロリの1つ目のジャッジメントを受けて敗退し、逃走した。フィレーナ同様、最終的な消息は分からないままとなる。
スタルク
声 - かねこはりい
第8話に登場。ボウリング好きな大柄で朴訥な男。クルツとのボウリング勝負に負けたことからリバース社の契約社員になる。カードNo.7「戦車」の力を持っていた。黒ロリ達を襲撃し戦いを有利に展開するも、元々人のいい人物だったためとどめを刺そうとはせず、赤ロリの乱入によって形勢逆転され、1つ目のジャッジメントを受けて敗北。その後はリバース社を辞職し、コレクト学園の用務員に採用された。

### その他の登場キャラクター
ケイコ・グリーン
声 - 中川里江
第1話、第2話、第18話、第21話、第24話、最終話、OPとED2に登場。アルカナシティ・ATVニュースの美人キャスター。キャスターの割に砕けた口調で話し、大したニュースがなく暇な時はフリートークなどもしたりする。ストーリーには絡んでこない。第24話でカードの力に操られ、クルツの演説を放映した。
セシル
声 - 井口裕香
第10話に登場。小十乃たちの隣のクラスに在席するコレクト学院の女生徒。思い込みと妄想癖が激しく、猟兵に一目惚れして小十乃を一方的に逆恨みしていたところをアッシュに見込まれ、小アルカナ「ワンドの10」の力を授けられる。カードの力を使い黒ロリ達に襲いかかるが、返り討ちに遭う。それどころか、想いの内を見抜かれて逆に励まされることに。1つ目のジャッジメントを受けた後、猟兵に告白し敢え無く玉砕するが、すぐに立ち直って別の相手を見つけ両想いとなった。
瀬尾 椿（せお つばき）
声 - 瀬尾智美
身長は165cm、24歳。コレクト学園教師で、小十乃たちの担任。担当教科は数学で授業は厳しく、数学が苦手な小十乃にはいつも頭を悩ませている。交際中の彼氏がいるが、多忙の為なかなか会うことが出来ない。エスメラルダの小アルカナ「ワンドの2」に操られるが、黒ロリに2つ目のジャッジメントをされ助けられた。
死神（しにがみ）
声 - 上田陽司
第15話に登場。アルカナシティで行列の出来るケーキショップを経営している寂しがり屋の死神。軽い雰囲気でもれっきとした神様で、慈愛の石版や黒ロリ達のことも把握している。また、神様と言うこともあり、カードの力を得た者であろうといかなる攻撃でも傷つけることが出来ない。人の魂を扱うために様々な因果を背負い、忌み嫌われている存在だが、あくまで寿命が来た魂だけを回収するのが仕事のため、自ら殺生をすることはない。三咲の前世の恋人の魂を回収したのも彼であり、そのため三咲は手掛かりとして死神を追い続けていた。
H・P・ロマノフ（ひろし・ぴろしき・ろまのふ）
声 - 井上優
第17話、第21話、第24話から最終話まで登場。額に十字傷のある由緒正しい血筋のツキノワグマ。三咲の知り合いで、温厚な性格をしている。人語も理解でき、人を襲うようなことはない。また、移動にグリーン車を使うなど人間くさい一面も持っている。
第25話で、魔物の矢から三咲を庇い撃たれ死亡したかに見えたが、防弾毛皮を着込んでいたため無事だった。このことで、三咲の前世の恋人であることが判明した。

### カード
| 番号 | カード   | 使用者           | 能力                                     |
| ---- | -------- | ---------------- | ---------------------------------------- |
| 0    | 愚者     | ユアン           | カードの能力を与える                     |
| 1    | 魔術師   | エルロック       | 火の玉を飛ばす                           |
| 2    | 女教皇   | ソフィア         | 超能力                                   |
| 3    | 女帝     | -                |                                          |
| 4    | 皇帝     | クルツ           | カードの能力を与える、カード使用者を操る |
| 5    | 教皇     | アッシュ         | 蛇を操る                                 |
| 6    | 恋人     | フィレーナ       |                                          |
| 7    | 戦車     | スタルク         | 鉄球を飛ばす                             |
| 8    | 力       | 聖三咲（赤ロリ） | 弓矢を操り矢を自在に変化させる           |
| 9    | 隠者     | エディ塚原       | カードの再生                             |
| 10   | 運命の輪 | アルティスタ     | 相手に過去を回想させる                   |

| 番号 | カード     | 使用者               | 能力             |
| ---- | ---------- | -------------------- | ---------------- |
| 11   | 正義       | 葉山小十乃（黒ロリ） | ジャッジメント   |
| 12   | 吊された男 | カフカ               |                  |
| 13   | 死神       | -                    |                  |
| 14   | 節制       | -                    |                  |
| 15   | 悪魔       | エスメラルダ         |                  |
| 16   | 塔         | 帝猟兵               | 剣を操る         |
| 17   | 星         | 聖蘭                 | 竜巻を操る       |
| 18   | 月         | 白藤菜月（白ロリ）   | ヌンチャクを操る |
| 19   | 太陽       | ヨシュア             | ヨーヨーを操る   |
| 20   | 審判       | -                    |                  |
| 21   | 世界       | -                    | -                |

## アニメ
UHFアニメに分類される。全26話。
制作発表時のタイトルは『Saint October 〜深淵の戒律〜』で、監督は金崎貴臣となっていたが、放送開始時には『Saint October』のみに変更され、監督は佐藤まさふみが務めた。
変身魔法少女物の見せ場とも言える変身シーンが、ギリシャ神話や旧約聖書などの内容を彷彿とさせる独特の演出となっていたり(例えば、小十乃の場合、剣を空の上の球体に突き刺すと、黒い液体が流れ落ち、服を黒く染められ、最後は球体に穴があいたように黒い液体が大量に降り注ぐといった感じ)、シュールなギャグや展開が非常に多い特徴がある。各キャラクターが初登場した時に表記されるキャラクター名（カタカナを含む）のテロップには、ひらがなのルビが振られている。
主題歌にも歌詞が併記されている。ただし、オープニングはテロップではなく、流れ星や新聞の見出しなどの形で表記され歌詞が映像と一体になった演出となっている。
各話サブタイトルは、「ロリ○○!」「超○○○○!」をテンプレートに構成されている。コナミから発売される本のタイトルも同様の形式である。

### スタッフ
江夏由結以外のスタジオ・ライブに所属するスタッフは、○の中にLの文字が入ったマークを併記している（エンディング原画等、下請けでの参加ではそのマークは使用されていない）。
- 原案 - 熊坂省吾
- 原作・製作 - コナミデジタルエンタテインメント
- 監督 - 佐藤まさふみ
- シリーズ構成 - 江夏由結
- キャラクター原案 - きぃら〜☆、okama
- エスメラルダ原案 - ザンクロー
- キャラクターデザイン - 原将治
- 総作画監督 - 原将治、飯田清貴
- デザインワークス - スタジオライブ（林祐一郎、湯川純、滝澤初美、芦田豊雄）
- 美術監督 - 高橋和博
- カラーコーディネート - 中野倫明
- 撮影監督 - 武原健二
- 編集 - 小島俊彦、三宅圭貴
- 音楽 - 高木洋
- 音響監督 - 平光琢也
- エグゼクティブプロデューサー - 樹下國昭
- プロデューサー - 牛田直斗、せきやまあきひろ
- アニメーション制作 - スタジオコメット

### 各話リスト
| 話数 | サブタイトル                                    | 脚本     | 絵コンテ                     | 演出          | 作画監督          |
| ---- | ----------------------------------------------- | -------- | ---------------------------- | ------------- | ----------------- |
| 1    | ロリ誕生! 少女が超ゴスロリに!                   | 江夏由結 | 佐藤まさふみ                 | 佐藤まさふみ  | 本田辰雄          |
| 2    | ロリ吃驚（びっくり）! 噂の美女が超襲来!         | 江夏由結 | 高林久弥                     | 高林久弥      | 平川亜喜雄        |
| 3    | ロリ共闘! お嬢様だって超変身!                   | 江夏由結 | 藤本義孝                     | 藤本義孝      | 藤田正幸          |
| 4    | ロリ迷惑! 超昼間から吸血鬼!                     | 笹野恵   | 又野弘道                     | 又野弘道      | 福地和浩          |
| 5    | ロリ再戦! エルロックの超リベンジ!               | 山田由香 | 筑紫大介                     | 筑紫大介      | 五代春香          |
| 6    | ロリ結成! ゴスな少女の超探偵団!                 | 笹野恵   | 三沢伸                       | 遠藤晋 三沢伸 | 原由美子          |
| 7    | ロリ疑惑! ヨシュア、超秘められたその愛…         | 江夏由結 | 榎本明広                     | 平井義通      | 渡辺敦子          |
| 8    | ロリ熱投! 何故なの? あなたと超ボーリング!       | 山田由香 | まつみゆう                   | 高林久弥      | 本田辰雄          |
| 9    | ロリ潜入! その時、TVに映った超大物が!           | 笹野恵   | 藤本義孝                     | 藤本義孝      | 藤田正幸          |
| 10   | ロリ初恋! あなたに届け超マイハート!             | 山田由香 | 又野弘道                     | 又野弘道      | 平川亜喜雄        |
| 11   | ロリ激突! 女の意地が超ごっつんこ!               | 江夏由結 | まつみゆう                   | 高橋順        | 五代春香 服部憲知 |
| 12   | ロリ純愛! ソフィアの愛は超輝いて…               | 江夏由結 | 中村憲由                     | 中野英明      | 原由美子          |
| 13   | ロリ慟哭! 悩んで迷って、超乙女!!                | 江夏由結 | 三沢伸                       | 遠藤晋        | 渡辺敦子          |
| 14   | ロリ復讐! あたちのうらみを超くらえでち!!        | 笹野恵   | 榎本明広                     | 榎本明広      | 本田辰雄 福地和浩 |
| 15   | ロリ昔日! 記憶のあなたに超会うために…           | 山田由香 | 藤本義孝                     | 平井義通      | 平川亜喜雄        |
| 16   | ロリ桃色! フォーリンラブに超ホーミータイトでち! | 江夏由結 | 高林久弥                     | 三沢伸        | 飯田清貴          |
| 17   | ロリ抹殺! 山で遭難超二人きり!!                  | 笹野恵   | まつぞのひろし               | 高橋順        | 服部憲知          |
| 18   | ロリ救出! お嬢の決意が超マグマ!                 | 山田由香 | 又野弘道                     | 又野弘道      | 一川孝久          |
| 19   | ロリ水着! 波に消えた超片思い…                   | 江夏由結 | 三沢伸                       | 遠藤晋        | 原由美子          |
| 20   | ロリ救急! 友情? 同情? 過剰に超看病!             | 江夏由結 | 榎本明広                     | サトウ光敏    | 渡辺敦子          |
| 21   | ロリ帰国! 世界よ、われに超ひざまづけ!           | 笹野恵   | 又野弘道                     | 熨斗谷充孝    | 阿部千秋          |
| 22   | ロリ公開! 超NAZO・NAZOな私のヒミツ!             | 江夏由結 | 高林久弥                     | 平井義通      | 本田辰雄 福地和浩 |
| 23   | ロリ窮地! いつの間にやら超敵だらけ!             | 山田由香 | 岡佳広                       | 岡佳広        | 服部憲知          |
| 24   | ロリ激怒! 愛を奪還、超突入!                     | 江夏由結 | 又野弘道                     | 又野弘道      | 平川亜喜雄        |
| 25   | ロリ激戦! 信じて見つめて超正義!                 | 江夏由結 | 三沢伸 高林久弥 佐藤まさふみ | 遠藤晋        | 原由美子          |
| 26   | ロリ決着! めくるめくあなたと超運命!             | 江夏由結 | 佐藤まさふみ                 | 佐藤まさふみ  | 原将治            |

### 放送局
| 放送対象地域 | 放送局     | 放送期間                                      | 放送時間                              | 放送系列       | 備考             |
| ------------ | ---------- | --------------------------------------------- | ------------------------------------- | -------------- | ---------------- |
| 千葉県       | チバテレビ | 2007年1月4日 - 1月25日 2007年2月1日 - 6月28日 | 木曜 25:55 - 26:25 木曜 26:00 - 26:30 | 独立UHF局      |                  |
| 神奈川県     | tvk        | 2007年1月4日 - 6月28日                        | 木曜 26:15 - 26:45                    | 独立UHF局      |                  |
| 埼玉県       | テレ玉     | 2007年1月6日 - 6月30日                        | 土曜 25:30 - 26:00                    | 独立UHF局      |                  |
| 大阪府       | テレビ大阪 | 2007年1月6日 - 6月30日                        | 土曜 26:40 - 27:10                    | テレビ東京系列 |                  |
| 愛知県       | テレビ愛知 | 2007年1月8日 - 7月2日                         | 月曜 26:43 - 27:13                    | テレビ東京系列 |                  |
| 日本全域     | i-revo     | 2007年1月9日 - 6月6日 2007年6月7日 - 7月9日   | 放送ページ                            | ネット配信     | [ 4 ]            |
| 日本全域     | AT-X       | 2007年2月1日 - 7月26日                        | 木曜 9:00 - 9:30                      | CS放送         | リピート放送あり |

### DVD
全9巻（1巻のみ2話、2〜9巻は3話収録）。発売元はコナミデジタルエンタテインメント、販売元はジェネオンエンタテインメント。DVDには全巻共通の初回特典としてタロットカードとブックレットが付く。また、映像特典として全巻共通でゴスロリ少女探偵団が出演する映像が付く。
1. 2007年3月21日発売（このDVDのみ『Wheel of fortune』プロモーションビデオ、メイキング映像を収録）
2. 2007年4月25日発売
3. 2007年5月30日発売（Vol.3 購入者限定イベントあり）
4. 2007年6月27日発売
5. 2007年7月25日発売
6. 2007年8月29日発売
7. 2007年9月27日発売
8. 2007年10月31日発売
9. 2007年11月28日発売

## CD
いずれも発売元はコナミデジタルエンタテインメント、販売元はジェネオンエンタテインメント（但し、エンディングテーマ収録の福井裕佳梨・小林ゆう両名のアルバムCDだけは、ソニー・ミュージックディストリビューションが販売委託）。

### 主題歌・挿入歌
オープニングテーマ「Wheel of fortune」 （第1話 - 第25話）
歌 - ゴスロリ少女探偵団（片岡あづさ・福井裕佳梨・小林ゆう） / 作詞 - 藤林聖子 / 作曲 - 高木洋
- 2007年3月21日発売
- 第11話では2番がエンディング曲になっている（映像はヒロイン3人の声優が出演するPV映像）
- 第14話以降はストーリーの進行に伴いアニメーションが一部差し替えられている（クルツ&アッシュ&ソフィア→アルティスタ・猟兵&エスメラルダ）

エンディングテーマ
「未知なる場所へ」 （第1話 - 第10話、第12話 - 第13話）
歌 - 福井裕佳梨 / 作詞 - 森由里子 / 作曲 - 高木洋
- 2007年3月21日発売

「空のコトバ」 （第14話 - 第25話）
歌 - 小林ゆう / 作詞 - 森由里子 / 作曲 - 高木洋
- 2007年5月30日発売

「Mellow Stereo」 （第26話）
歌 - ゴスロリ少女探偵団（片岡あづさ・福井裕佳梨・小林ゆう） / 作詞 - 藤林聖子 / 作曲 - 高木洋
- 「Wheel of fortune」C/W

### キャラクターアルバム・イメージアルバム
- キャラクターミニアルバムシリーズ
  - 小十乃 - 2007年4月25日発売
  - 菜月 - 2007年5月9日発売
  - 三咲 - 2007年5月30日発売
- キャラクターソングベストアルバムシリーズ
  - 第1弾『らぶらぶカクテル』 - 2007年6月6日発売
  - 第2弾『涙のペンダント』 - 2007年8月29日発売
- オリジナルサウンドトラック（2枚組） - 2007年6月27日発売
- テレビサイズ版のオープニング曲が収録されたCDが、2006年12月29日 - 12月31日|31日に行われたコミックマーケット71にて先行配布された。

## 関連書籍
コミック
『月刊コミックブレイド』（マッグガーデン）2006年8月号から2007年10月号まで連載。当初は隔月連載だったが、2007年2月号より毎月連載へ移行した。作画・ストーリー構成ともキャラクター原案のきぃら〜☆が担当。全2巻。
ゴスロリ少女探偵団が「第三の石板」を探索するために政府が設立した秘密組織でありユアンと出会う前から変身できる点や、菜月の一人称が「ボク」であったり、小十乃が料理が出来る、赤ロリの武器が二丁拳銃（ピースブレイカー）である、などアニメ版とは細部の設定が異なっているが漫画版の方がより本来の設定に添った形である。
1. 2007年3月30日発売 ISBN 978-4-86127-372-8
2. 2007年10月10日発売 ISBN 978-4-86127-437-4

アンソロジー
コナミデジタルエンタテインメント刊。
ロリ見参! 超公式アンソロジーコミック
2007年3月30日発売 ISBN 978-4-86155-169-7
ファンブック
コナミデジタルエンタテインメント刊。キャラクター紹介、第12話までのストーリーダイジェスト、書き下ろし新作コミック・ノベルなどを掲載。
ロリ集結! 超公式ファンブック
2007年3月30日発売 ISBN 978-4-86155-168-0
ノベルス
コナミデジタルエンタテインメント刊。
著者 - 藤咲あゆな、本文イラスト - 野坂尚史、カバーイラスト - きぃら〜☆
新書判。
2007年6月29日発売 ISBN 978-4-86155-174-1

## 備考
作中の英語表記について
「黒ロリ」などの「ロリ」は番宣では「LORITA」となっているが、抱き枕の特典テレホンカードでは「rori」となっていることから、英語表記は統一されていないようである。「ロリータ」の正しい英語表記は「LOLITA」である。また、作中のリバース社の綴りが正しい「REVERSE」だったり間違った「REVERE」だったり、アルカナシティの綴りも「ARCANA」「ARUKANA」などが混在しているなど、作中で英語表記が統一されていない部分が見受けられる。